# Pararrhaptica notocosma
Pararrhaptica notocosma là một loài bướm đêm thuộc họ Tortricidae. Nó là loài đặc hữu của Oahu.
Ấu trùng ăn Myrsine lessertiana.